# Питруапа, Жонатан
Бененва́нд Янн Жоната́н Питруапа́ (фр. Beninwende Yann Jonathan Pitroipa; род. 12 апреля 1986[…], Уагадугу) — буркинийский футболист, вингер. Выступал за национальную сборную Буркина-Фасо.

## Карьера
Питруапа играл в академии «Планета Чемпион» до своего отъезда из Буркина-Фасо.
В 2004 году Питруапа перешёл в немецкий «Фрайбург». Питруапа забил первый гол в новом клубе 22 сентября 2006 года в матче против «Гройтер Фюрт», который завершился со счётом 3:3.
В январе 2008 года было объявлено, что Питруапа подписал контракт с «Гамбургом» и присоединится к команде в июле.
7 июля 2011 года Питруапа перешёл во французский «Ренн», подписав контракт на 4 года.
Благодаря голу Питруапа в 1/4 финала КАН 2013 сборная Буркина-Фасо вышла в 1/2 финала, обыграв со счётом 1:0 команду Того. По окончании КАН 2013 был признан лучшим игроком турнира.

## Достижения
- Финалист Кубка французской лиги: 2012/13
- Серебряный призёр Кубка африканских наций: 2013

## Личная жизнь
В 2008 году вместе с Вильфредом Сану основал футбольную школу «Када».